# Narbencreme
Eine Narbencreme, auch Narbensalbe oder Narbengel, ist ein auf der Haut anzuwendendes Präparat, das die Narbenbildung nach einer Hautverletzung verringern soll.

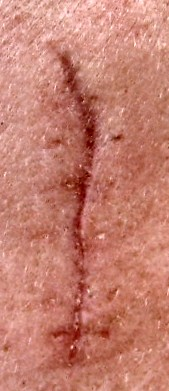
Gut heilende 4 cm lange nichthypertrophe Narbe

## Zusammensetzung
Produkte zur Narbenprävention sind als Salben, Cremes oder Gel erhältlich. Typische Wirkstoffe sind etwa Heparin oder Allantoin, Dexpanthenol und Harnstoff. Generell erhöhen diese Inhaltsstoffe durch Wassereinbindung die Geschmeidigkeit des Gewebes. Hinzu kommen Extrakte aus Melisse, Arnika, Zwiebeln oder Kamille zur Anwendung.

## Wirkung
Heparinhaltige Cremes sollen die Narbenbildung und die Ausheilung von hypertrophen Narben unterstützen. Ähnlich wie Zwiebelextrakt hemmt Heparin die Proliferation der Fibroblasten und blockt Entzündungen. Allantoin und Dexpanthenol fördern die Epithelisierung und die pflanzlichen Wirkstoffe aus Melisse, Kamille und Arnika steigern die lokale Durchblutung im Narbenbereich. Die Präparate eignen sich wenig zur Behandlung von Keloiden.

## Anwendung
Da Narbencreme äußerlich (topisch) angewendet wird, kann sie erst nach dem Ausheilen einer Verletzung aufgetragen werden. Bei einer genähten Wunde ist der frühestmögliche Zeitpunkt der, nachdem die Fadenlöcher verheilt sind – typischerweise der Folgetag nach dem Ziehen der Fäden. Bei Operationswunden beginnt die Behandlung der Wunde mit einer Narbensalbe frühestens 14 Tage nach dem Eingriff.  Die Anwendung soll die Heilung der Haut beschleunigen und der Bildung überschüssigen Narbengewebes vorbeugen. 
Auch bei älteren Narben kann die Behandlung mit einer Narbencreme zielführend sein. Je nach Zustand der Narbe und dem Abheilungsgrad wird eine ein bis dreimal tägliche Anwendung der Produkte über einen Zeitraum von mehreren Monaten empfohlen. Die Wirkung der Narbencremes, -salben und -gele kann durch ein Abdecken mit einer semipermeablen Folie sowie dem Komprimieren der betroffenen Gliedmaßen gesteigert werden.